# Louis Lézurier de La Martel
Louis Lézurier, baron de La Martel, né le 25 mai 1765 à Rouen et mort le 22 janvier 1852 à Sainte-Vaubourg, commune du Val-de-la-Haye, est un administrateur et homme politique français d’origine normande.

## Biographie

### Première éducation
D'une famille de négociants rouennais ayant donné à leur ville des échevins et des consuls, son père était l'un des négociants les plus recommandables de Rouen et avait su se créer une position élevée : il avait le titre d’écuyer secrétaire du roi ; après avoir été juge-consul, il exerça les fonctions d’échevin de la ville de Rouen et de consul de Suède. 
Après avoir été envoyé, à quinze ans, chez un pasteur, dans un village près de Hambourg, afin d’y apprendre l’allemand, le jeune Lézurier fut ensuite placé chez un correspondant de son père, pour commencer son éducation commerciale aussi brillante que solide, éprouva le désir d’acquérir de nouvelles connaissances, par des voyages lointains, auxquels il se livra avec courage et persévérance, non en simple voyageur curieux de voir des choses nouvelles, mais en observateur attentif.

### Le voyageur

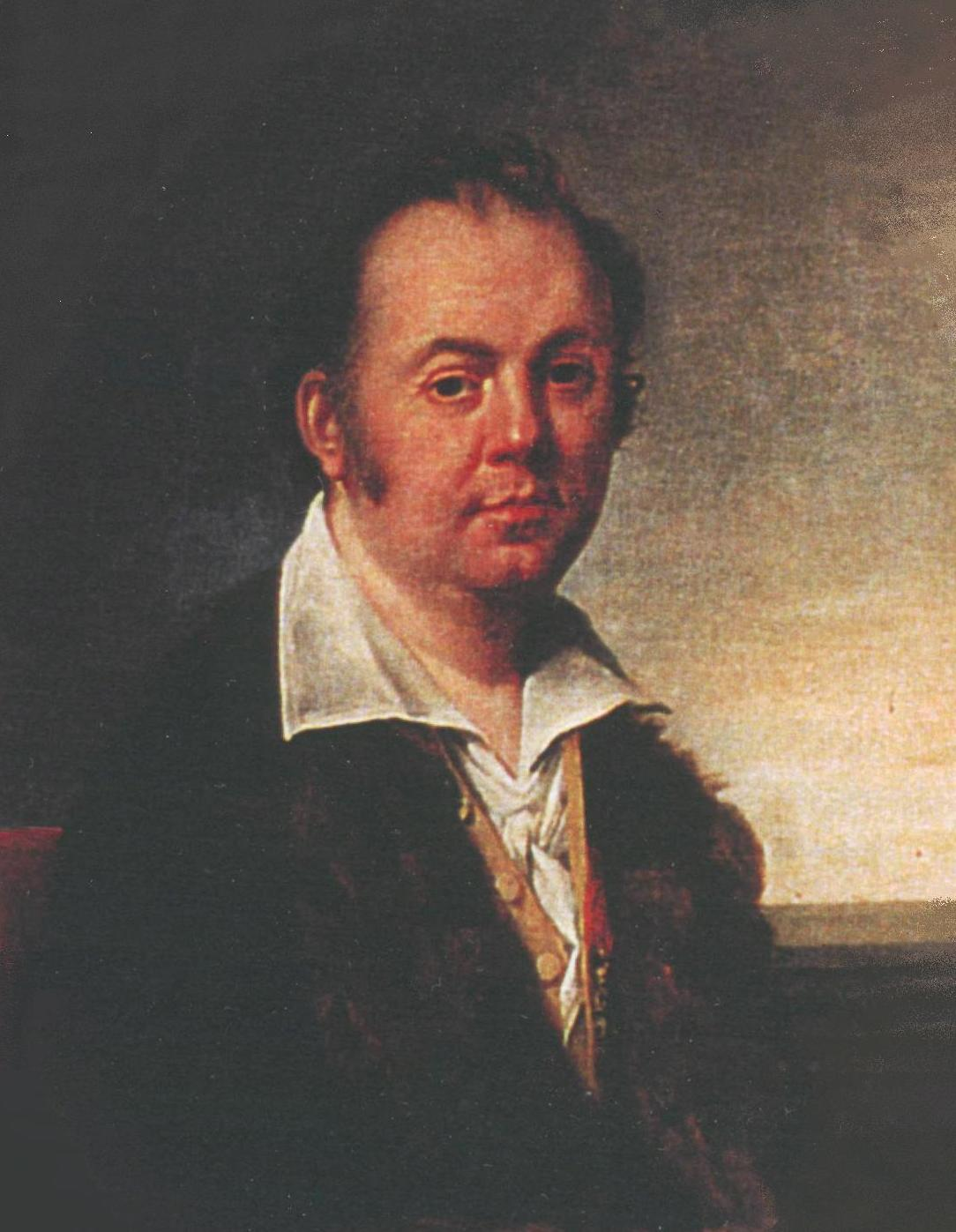
Portrait de Lézurier de la Martel.

Parti, à l’âge de dix-huit ans, pour la Suède avec un domestique, il fut, arrivé à Stockholm, très bien accueilli par l’ambassadeur de France, qui l’encouragea à aller visiter les mines de Dalécarlie, Falun, Sala et Dannemora. Il voulut pénétrer jusqu’en Laponie, au-delà du cercle polaire, pour jouir du merveilleux spectacle des aurores boréales, et revint ensuite passer l’hiver à Stockholm, où il fut décoré de l'ordre de l'Amarante, par le roi Gustave III, auquel il avait été présenté, ainsi qu’à son fils, Gustave-Adolphe, et au duc de Sudermanie, depuis Charles XIII.
Au printemps suivant, il traversa, le 11 juin, au milieu des glaces, le golfe de Finlande et séjourna quelque temps à Saint-Pétersbourg, alla ensuite visiter Narva, Riga, Memel, Königsberg, Dantzig, et, quittant le rivage, il gagna la ville de naissance de Copernic de Thorn. Mécontent de son domestique, il le congédia et traversa seul la Pologne, mais arrivé à Breslau, il y fut arrêté, sur la plainte de ce même domestique qui l’y avait devancé. Il plaida sa cause en allemand devant le magistrat, et son accusateur fut renvoyé honteusement. De là, il se rendit à Dresde, où il fit quelque séjour, pour en examiner la Galerie de tableaux, le Muséum et les Cabinets. Il revint par Berlin, Francfort, Cassel avant de rentrer en France par Strasbourg.
De là, il repartit pour explorer l’Angleterre, où il descendit dans les mines de charbon de terre près de Newcastle, en Northumberland, visita le mur bâti par Septime Sévère pour séparer l’Écosse de l’Angleterre, se rendit à Édimbourg, d’où il envoya son équipage à Glasgow, et, accompagné d’un guide, parcourut à pied, pendant plusieurs jours, les montagnes et les lacs de ce pays. Arrivé à Glasgow, il en visita les monuments, ainsi que les établissements publics et industriels, et se mit en relation avec les principaux habitants de cette ville, où lui fut offert, le 17 août 1787, le brevet de free citizen (citoyen franc).
Ses intérêts l’obligèrent à retourner, en 1789, en Suède alors que l’on pressentait déjà la Révolution qui se préparaient. Il termina, en fort peu de temps, d’importantes affaires, s’embarqua à Göteborg, pour passer en Angleterre, et se hâta de revenir dans sa patrie.

### Retour en France: La Révolution

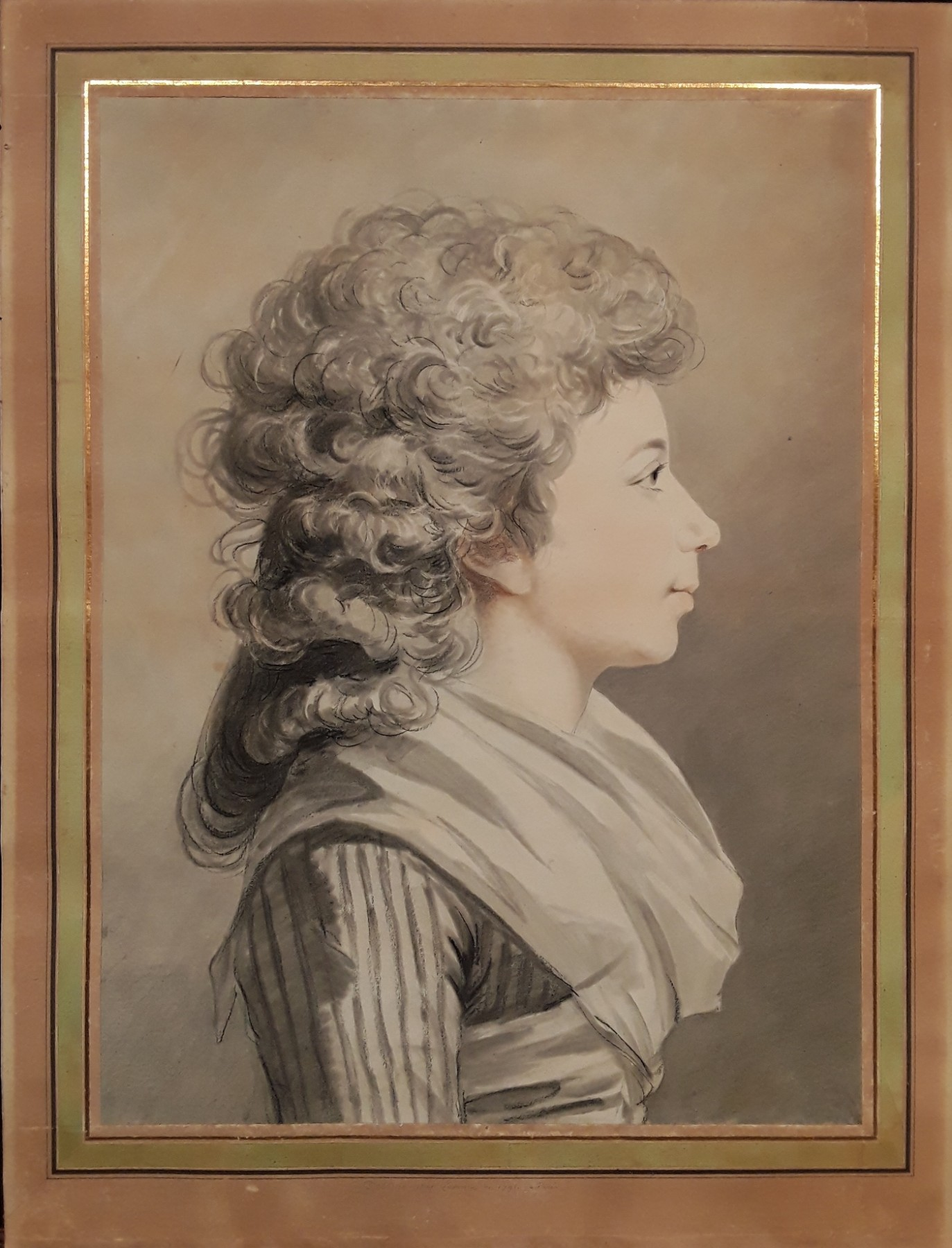
Portrait de son épouse

La connaissance approfondie des institutions, des mœurs, des langues et du caractère des peuples qu’il avait visités donna à Lézurier une expérience prématurée qui lui permit de commencer, de bonne heure, non seulement à se livrer aux affaires commerciales, sous la direction paternelle, mais encore à consacrer ses talents au bien public et il n’avait pas vingt-deux ou vingt-trois ans qu’il était déjà administrateur des hospices.
La Révolution venant d’éclater, Lézurier obtint l’un des premiers grades dans la garde nationale, qui fut organisée au mois de juillet 1789. Il fut, à la même époque, admis comme notable dans le conseil municipal. Il accueillit, dans un premier temps, avec enthousiasme les idées nouvelles. Un décret du commencement de 1793 ayant prescrit de porter l’argenterie au Comité de salut public, les religieuses de l’Hospice général reçurent l’ordre de livrer la leur, mais leurs larmes inspirèrent à Lézurier de leur conseiller de déposer sur une table, chacune le petit couvert, seul objet de luxe qu’elle possédait. Il plaça alors un Christ au milieu, et, à l’arrivée des agents révolutionnaires, il leur dit : « Voici l’argenterie d’un hôpital ; oserez-vous en priver ces femmes généreuses, dont la main panse les blessures et les plaies des malheureux et dont les prières allègent leurs souffrances ? » L’argenterie fut sauvée, mais Lézurier devint suspect.
Peu de temps après, tous ses collègues du conseil de la commune ayant été incarcérés en septembre 1793, par ordre du représentant du peuple Delacroix, Lézurier osa prendre leur défense et protester hautement contre le régime de la Terreur, à une Assemblée populaire tenue dans l’église Saint-Vincent. Cette témérité faillit lui coûter la vie car, dès le lendemain matin, il fut arrêté dans son lit et enfermé à Saint-Yon, où se trouvaient déjà 4 à 500 autres Rouennais, qui avaient manifesté la même opinion. Ils s’attendaient, de jour en jour, à être traduits devant le Tribunal révolutionnaire, lorsque la chute de Robespierre vint les soustraire à une mort imminente.
Peu de temps après sa sortie de prison, il épousa, le 21 brumaire  an III, Lucienne-Constance de la Pierre, fille d’un futur administrateur des douanes impériales, propriétaire du château d’Hautot, en vallée de Seine, qui s’était fait remarquer par la conduite courageuse qu’elle avait tenue pendant la détention de ses parents.
En cette époque difficile, où la famine et la misère désolaient sa ville, Lézurier n’hésita point à assumer les fonctions de Président de l’administration municipale, qui lui furent conférées, le 21 brumaire an V, par l’assemblée primaire. Pendant l’exercice de ces fonctions, qui durèrent à peine six mois, Lézurier eut à apaiser, sans effusion de sang, plusieurs émeutes excitées par la famine, et les discours qu’il prononça lui firent une sorte de réputation littéraire. Il sut, en outre, délivrer ses concitoyens des deux fléaux qui les avaient assaillis, et, croyant sa mission remplie, il se retira.

### Sous l'Empire
La signature de la paix d'Amiens, le 7 germinal an X, ayant donné l’espoir d’une paix durable, Lézurier se mit, accompagné de sa jeune épouse, en voyage pour renouer ses relations commerciales avec Bordeaux, Bayonne, l’Espagne, le Portugal et l’Angleterre. À peine était-il de retour à Rouen, que le Premier Consul s’y rendit, au mois de novembre, pour visiter les manufactures et encourager le commerce. Lézurier, qui était alors à la fois président du tribunal de commerce de l’arrondissement et du conseil général du commerce et de l’agriculture du département, eut de fréquents entretiens avec le chef de l’État, qui, l’appréciant, l’admit dans son conseil et à sa table, pendant son séjour en cette ville, et, lorsqu’il institua l’ordre destiné à récompenser tous les genres de mérite, il le nomma, le 5 juillet 1804, officier de la Légion d'honneur et trésorier de la 14e cohorte, dont le siège était à l'Abbaye du Bec, près de Bernay.
La paix d’Amiens brisée et les Anglais commençant à fréquenter les côtes françaises, Lézurier se fit élire, au mois d’avril 1809, chef de la première cohorte de la garde nationale de Rouen. Malgré ses affaires considérables, il se rendit, à la tête de mille hommes, à Boulogne-sur-Mer, où, malgré la rigueur de la saison, il fit le métier de soldat, sans interruption jusqu’au licenciement. C’est là que lui parvint sa nomination aux fonctions de président du premier canton de Rouen, que l’Empereur lui avait conférées par décret du 17 juillet 1809. Ne pouvant les exercer cette année-là, il fut renommé les années suivantes jusqu’en 1813, où il tint de l’Impératrice Marie-Louise sa nomination datée du 19 juin, et le 19 juillet de la même année, il présida la dernière de ces assemblées qui eut lieu à Rouen.
En mai 1810, l’Empereur, alors en Belgique, fit connaître son intention d’honorer Rouen d’une nouvelle visite. Le commandement de la garde d’honneur, que les autorités civiles s’occupèrent d’organiser, fut confié à Lézurier. Trois cents officiers ou sous-officiers vinrent alors se ranger, comme simples gardes, sous ses ordres. Les ayant exercé avec soin, l’Empereur chargea le grand-maréchal du palais de lui témoigner sa satisfaction, en lui remettant une boîte d’or à son chiffre enrichie de diamants. Il lui conféra, en outre, les titres de baron de l’Empire de La Martel et de commandant de la garde-d’honneur de l’Empereur et de l’Impératrice. Enfin, il lui fit proposer la clé de chambellan, mais Lézurier préféra l’indépendance et la continuation de ses très florissantes affaires commerciales à cet honneur qui lui était offert. L’année suivante, lors de la naissance du roi de Rome, Lézurier fut un des quatre membres du conseil municipal chargés de se joindre au maire pour aller complimenter l’Empereur.

### Député au Corps législatif
Le collège électoral ayant été convoqué pour la nomination des membres du corps législatif, Lézurier fut proclamé scrutateur, puis député pour présenter l’adresse à l’Empereur. On le désigna en même temps comme candidat au corps législatif, dont il fut bientôt nommé membre par le Sénat conservateur. D’autre part, la Société Maternelle de Rouen ayant été organisée en exécution du décret impérial du 25 juillet 1811, les dames choisirent, à l’unanimité, Lézurier pour trésorier, choix confirmé par l’Impératrice.
En 1812, la disette se faisant sentir de nouveau à Rouen, le préfet de Girardin, et le maire Hellot, invitèrent Lézurier à se rendre à Paris, pour solliciter des secours et des subsistances, où sa ténacité et son zèle furent récompensés : on lui accorda six mille sacs de farine, qu’il fit immédiatement transporter à Rouen.
En 1813, le corps législatif chargea une commission des finances, élue à cet effet, de préparer le budget de l’année suivante, Lézurier en fut nommé président par l’Empereur lui-même, et c’est sur son rapport que fut décrété ce dernier budget de l’Empire. Avec l’assombrissement de l’horizon politique, le Gouvernement sentant la nécessité de placer à la tête des grandes villes des hommes capables et dévoués, le ministre de l’Intérieur Jean-Pierre de Montalivet, insista pour que Lézurier se charge à nouveau des fonctions de maire de Rouen, qui lui furent conférées par décret impérial du 25 mars 1813 et qu’il les exerça jusqu’au licenciement de l’armée de la Loire. Ce fut en cette qualité qu’il reçut l’impératrice Marie-Louise à Cherbourg.
Les désastres de la Campagne de France ayant encombré les hôpitaux de la capitale, le typhus y régnait et le gouvernement décida d’envoyer à Rouen, en bateau, au commencement de 1814, 4 000 soldats atteints de cette maladie ou grièvement blessés. Lézurier organisa aussitôt en hôpital la maison de Saint-Yon, où se trouvait le dépôt de mendicité, déjà en dissolution. Les lits manquant, il eut l’idée de recourir à un stratagème en faisant publier une proclamation annonçant que les soldats allaient être repartis chez l’habitant à moins que ceux-ci n’envoient à Saint-Yon, une couchure complète, avec du linge, dans les vingt-quatre heures. Cet expédient réussit au-delà de toute espérance.
Loin de se contenter de donner des ordres pour assurer le service, Lézurier veilla lui-même à leur exécution, présidant à l’arrivée et au classement des malades, tantôt sur les bateaux, dirigeant le débarquement, aidant ceux qui pouvaient marcher, faisant placer sur des brancards ceux qui n’en avaient pas la force ; consolant, encourageant les uns et les autres, leur tendant la main, sans crainte de la contagion, et animant tout par son activité.
Lézurier avait de plus à soutenir de la situation qui se compliquait encore par l’animosité que manifestaient les diverses opinions qui divisaient les habitants, par l’arrivée à Rouen des forçats du bagne de Lille, de plusieurs milliers de prisonniers de guerre et d’un grand nombre de militaires français, parmi lesquels beaucoup d’officiers supérieurs.

### La Restauration
La déchéance de l’Empereur prononcée le 2 avril 1814, lorsque Louis XVIII fit replacé par les alliés sur le trône, Lézurier conserva les fonctions de maire et proclama le retour et le rétablissement de la royauté. Il reçut à Rouen le duc de Berry, qui l’accueillit favorablement. Ancien membre du corps législatif, il fut maintenu, en 1814, à la Chambre des députés, où il prit souvent la parole sur des objets d’intérêt général, tels que les finances, les laines, les fers, etc. Plusieurs de ses opinions furent imprimées par ordre de la Chambre, et un discours qu’il prononça le 3 décembre 1814 détermina l’adoption, à une grande majorité, du projet de loi relatif à la franchise du port de Marseille.
Au retour de l’Empereur, rentré à Paris le 20 mars 1815. Lézurier ne voulut pas violer le serment qu’il avait prêté au Roi et se démit de ses fonctions entre les mains du baron Quinette, commissaire extraordinaire impérial. Il rentra alors dans la vie privée, et se retira chez madame Fizeaux, sa fille, qui habitait Valenciennes.
Avec le retour Roi, le 8 juillet, mais une ordonnance royale du 7 du même mois, portait que tous les fonctionnaires qui étaient en activité le 1er mars devaient reprendre leurs fonctions, et, sur la demande de Lézurier, qui s’était rendu à Paris à cet effet, une ordonnance royale du 19 juillet le réintégra dans la mairie de Rouen. Réinstallé le 24 du même mois, par le préfet de Girardin, il fit les honneurs de la ville à la duchesse d’Angoulême, lorsqu’elle y passa en revenant d’Angleterre.
En reprenant les fonctions de maire, qu’il avait quittées momentanément, Lézurier eut l’occasion, par une énergique activité, d’épargner à ses administrés les excès de l’occupation prussienne : la France entière envahie par les troupes étrangères, 30 000 Prussiens, divisés en trois colonnes, occupèrent successivement la ville et les environs de Rouen. Lézurier s’établit en permanence à la mairie, où il coucha pendant tout le temps du séjour des troupes étrangères. Au général commandant, qui se montrait fort impérieux dans ses exigences exprimées en un français inintelligible : « Parlez allemand, lui dit froidement Lézurier, nous nous entendrons mieux ». Il sut ainsi le ramener à une modération qui rendit moins pénible la présence de ces hôtes, aussi incommodes que dangereux : plusieurs soldats prussiens eurent l’audace de se présenter à lui pour réclamer le pillage pendant une heure « Pillez, si vous voulez, répondit-il avec fermeté ; mais, je vous en préviens, je fais sonner le tocsin; à l’instant la garde nationale sera sur pied et pas un de vous ne sortira vivant de cette ville. »
Cette contenance en imposa aux mutins, qui se répandirent en menaces, mais n’osèrent point aller plus loin. Une autre fois, le général Sacken lui ayant demandé que le séjour de son armée à Rouen fût constaté par une médaille commémorative, Lézurier brisa l’encrier qu’il avait devant lui, en s’écriant : « On me coupera la main plutôt que de me faire signer une semblable humiliation ! » Et les Prussiens se passèrent de médaille.
Lorsqu’après trois semaines de séjour, les Prussiens se retirèrent, le Gouvernement d’alors lui fit demander sa démission, qu’il donna le surlendemain, 9 novembre 1815. Les nombreuses instances que fit le préfet pour qu’on lui accordant le titre de maître des requêtes ou tout autre équivalent, furent sans succès.

### La retraite
Lézurier se retira donc dans son château de Sainte-Vaubourg (qu'il avait acquis en 1803 du médecin  Claude François Duchanoy) au Val-de-la-Haye, voisin de Hautot, commune dont il devint maire en 1821 et qu’il administra paternellement pendant une vingtaine d’années. Là encore il fit exécuter d’utiles travaux en consacrant ses efforts à cette petite commune qui, sous son administration, s’agrandit en annexant une partie de la commune voisine.
Sa santé n’avait encore souffert aucune altération lorsque Lézurier se sentit atteint, à son réveil, le mercredi 21 janvier 1852, d’une paralysie de la vessie qui l’enleva le troisième jour, en pleine connaissance. Il fut enterré à Hautot.

### Autres fonctions
Lézurier fut également membre du jury d’instruction publique, en 1801, et, en 1805, membre du conseil de l’arrondissement de Rouen, dont il fut à plusieurs reprises, tantôt président, tantôt secrétaire. Il fut aussi l’un des fondateurs de la banque de Rouen, établie, sur son rapport et suivant le système d’administration qu’il avait imaginé, pour combattre les ravages de l’usure. Il contribua à la prospérité de l’industrie et du commerce en abaissant l’intérêt de l’argent, alors excessif. Plus tard, lors de la liquidation de cette banque, fondée en l’an VI pour neuf années seulement, il devint l’un des administrateurs de la banque de France.
Élu membre résidant de l’Académie de Rouen, le 21 décembre 1808, Lézurier passa dans la classe des vétérans en 1823, et dans celle des honoraires en 1848. Outre des mémoires relatifs à l’histoire ancienne et moderne, à la géographie, à l’astronomie ainsi que des morceaux de littérature proprement dire, on lui doit des traductions d’auteurs allemands, anglais et italiens.

## Distinctions
- Officier de la Légion d'honneur (1804)

## Mémoires et témoignages
Sa mémoire est perpétuée d'une part à Rouen par une rue ouverte au faubourg Cauchoise au début du XIXe siècle, nommée rue Lézurier de la Martel en 1834, et prolongée jusqu'à la rue Chassemarée en 1853; d'autre part par un carrefour en forêt de Roumare. Son nom, son titre et sa fortune ont été relevés sous le Second Empire par les Fizeaux, dont les Michon deviendront légataires universels.

## Armoiries
| Figure | Blasonnement |
|        | Armes de Louis Lézurier de La Martel, chevalier de l'Empire : Parti : au I, d'azur au chevron d'or accompagné, en chef à dextre d'une pomme de pin renversée, en chef à senestre d'un trèfle, et en pointe d'un épi, le tout d'or ; au II, de sable, à une clef d'or posée en fasce, surmontée d'une étoile du même ; le parti soutenu d'une champagne de gueules chargé de l'insigne des chevaliers légionnaires.                                           |
|        | Armes de Louis Lézurier de La Martel, baron de l'Empire : Parti : au I, d'azur au chevron d'or accompagné, en chef à dextre d'une pomme de pin renversée, en chef à senestre d'un trèfle, et en pointe d'un épi, le tout d'or ; au II, de sable, à une clef d'or posée en fasce, surmontée d'une étoile du même ; le parti soutenu d'une champagne de gueules chargé de l'insigne des chevaliers légionnaires ; au canton des barons propriétaires brochant. |

## Sources
- Ressources relatives à la vie publique :   - base Léonore
  - Base Sycomore
- Ressource relative à la recherche :   - La France savante
- Notices d'autorité :   - VIAF
  - ISNI
  - BnF (données)
  - LCCN
  - WorldCat
- « Louis Lézurier de La Martel », dans Adolphe Robert et Gaston Cougny, Dictionnaire des parlementaires français, Edgar Bourloton, 1889-1891 [détail de l’édition] ;
- M. Balin, « Notice nécrologique sur M. le Baron Lézurier de La Martel », Précis analytique des travaux de l’Académie des Sciences, Belles-lettres et Arts de Rouen, Rouen, Alfred Péron, 1852, p. 432-55.